# Alfonso González Olmo
Alfonso González Olmo (Córdoba, 27 de febrero de 1933-ibídem, 4 de agosto de 2015) fue un torero español.

## Biografía
Alfonso nació el 27 de febrero de 1933 en el barrio de Santa Marina de Córdoba, el mismo barrio que 16 años antes vio nacer al gran Manuel Rodríguez Manolete, con el que trataron de compararlo por la forma tan parecida que tenía de interpretar el torero y la manera de ponerse delante del toro.
Alfonso heredó su sobrenombre taurino de su padre, banderillero, precisamente, de la cuadrilla de Manolete, además de actuar a las órdenes de otro gran torero de aquellos tiempos como fue Manuel Calero "Calerito" , oriundo también de la tierra cordobesa, más concretamente de Villaviciosa de Córdoba. 
No acaban aquí los antecedentes taurinos de "Chiquilin", puesto que su abuelo, Francisco Gonzalez Molina, que llegó a actuar de subalterno con el mismísimo Joselito el Gallo, fue, a su vez, hijo de Maria Manuela Molina Sánchez, hermana de uno de los grandes referentes taurinos del siglo XIX como fue Rafael Molina "Lagartijo"

## Fallecimiento
Alfonso González, decano de los toreros cordobeses, falleció el 4 de agosto de 2015 en el hospital Reina Sofia de Córdoba, a los 82 años, a causa de una larga enfermedad.